# ZX Spectrum Next
Sinclair ZX Spectrum Next es una computadora doméstica moderna de 8 bits, compatible con versiones anteriores de ZX Spectrum tanto en el software como en el hardware, pero también presenta especificaciones mejoradas.
A pesar del nombre, la máquina no está afiliada con Sinclair Research ni con Sir Clive Sinclair o Sky Group. Pero en cambio, la licencia para usar el nombre "Sinclair" y su marca registrada "ZX Spectrum" fue otorgada por Sky Group a SpecNext Limited a cambio de una donación caritativa a la  organización benéfica  Royal National Institute of Blind People.

## Historia
El proyecto "The Next"  nació en 2010 en Brasil, como una variante del clon TK95 Spectrum. En 2016, Victor Trucco y Fabio Belavenuto anunciaron el firmware "TBBlue", que lleva el nombre de dos de los creadores y el color de la máscara de soldadura de la placa base, una implementación de la placa de circuito simple del producto para aficionados avanzados.Con la ayuda de Henrique Olifiers, el dúo quería exportar el firmware TBBlue al Reino Unido,el hogar de origen del ZX Spectrum, después de haber obtenido un éxito moderado con la placa en Brasil.
The Next se anunció por primera vez como un producto distinto en 2016 después de que el diseñador original del Spectrum Rick Dickinson se uniera al proyecto.Se lanzó una campaña de financiación colectiva en Kickstarter en enero de 2017 con un objetivo de financiación inicial de 250.000 libras esterlinas Al final de la campaña,3.113 patrocinadores se comprometieron a aportar 723.390 libras esterlinas. Si bien la campaña logró con un gran apoyo de usuarios, no fue un éxito comercial. Debido a que la producción de las máquinas terminó causando que costara más que los ingresos de los propios creadores.
Aunque inicialmente se pretendía usar el chip Z80 del ZX Spectrum original, el diseño se modificó para usar el chip FPGA Xilinx Spartan-6,para permitir el uso de "hardware sprites, scrolling y otras características avanzadas que se incorporaron dentro de la máquina." La computadora se anunció para los patrocinadores en diciembre de 2017. Después de algunos retrasos en el diseño y la producción, el primer lote de unidades terminadas se terminó entregando a los patrocinadores en marzo de 2020.
Un segundo Kickstarter se lanzó el 11 de agosto de 2020 a las 21:00 (Horario de verano británico) y alcanzó el 100% de financiación (£ 250.000) en seis minutos Esta record le valió la cobertura del suceso en BBC News.  La campaña alcanzó una financiación del 400% (£ 1.000.000) el 14 de agosto de 2020 y alcanzó una financiación del 600% (£ 1.500.000) el 7 de septiembre de 2020. La campaña se cerró el 10 de septiembre de 2020 con una financiacion del 738% (£ 1.847.106).

### Diseño industrial
El diseño de la carcasa del Next  es de Rick Dickinson, quien diseñó el Spectrum 48K y Spectrum +  original, pero falleció durante el desarrollo del teclado de la computadora. El diseño tiene un gran parecido con el Spectrum + y Spectrum 128, pero no de los Spectrum +2 o +3 fabricados por Amstrad.

## Recepción
El proyecto ha recibido críticas generalmente positivas en la prensa especializada. En la revista oficial de Raspberry Pi "MagPi ", Lucy Hattersley lo llamó "un precioso kit", y señaló que está "bien diseñado y bien construido: auténtico al original y con la tecnología que lo hace un guiño al pasado sin dejar de ser funcional y relevante en la era moderna ".
En la revista PC Pro, el columnista Gareth Halfacree calificó a Next como "innegablemente impresionante", al tiempo que señaló que el manual impreso carece de índice y que algunas funciones "no están del todo listas".
Retro Gamer presentó una entrevista de 8 páginas con los creadores de la máquina sobre los altibajos de crear un "verdadero sucesor del muy querido Sinclair Zx Spectrum".

## Modelos

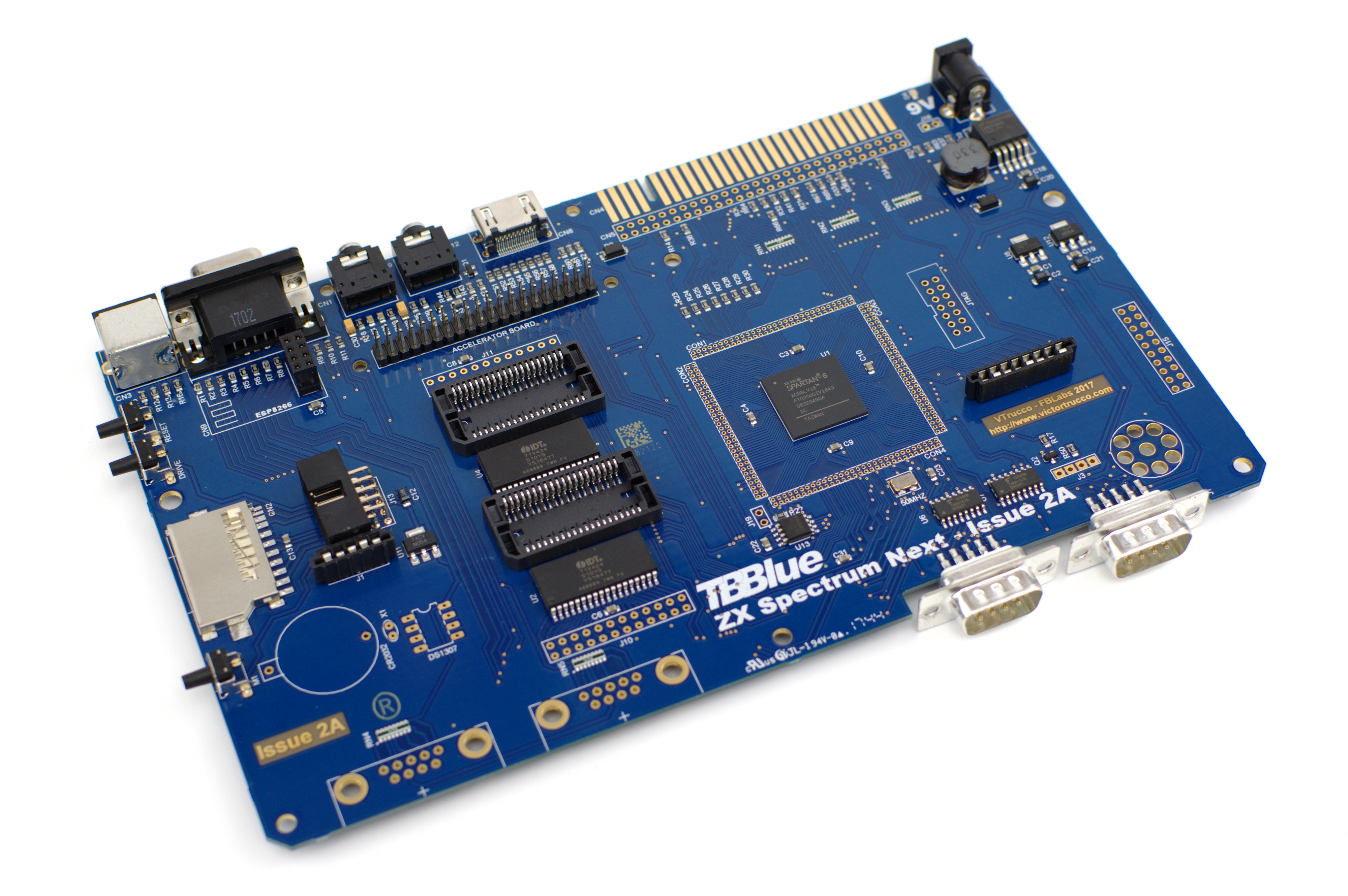
La microcomputadora ZX Spectrum Next (revisión 2A) sin caja.

Se produjeron cuatro modelos del Next en el primer Kickstarter:
| Nombre de modelo                 | Caja | Reloj de tiempo real instalado | Wi-Fi instalado | Raspberry Pi Zero "Accelerator" instalado | Revisión de la placa | Notas |
| -------------------------------- | ---- | ------------------------------ | --------------- | ----------------------------------------- | -------------------- | --- |
| ZX Spectrum Next developer board | No   | No                             | No              | No                                        | 2A                   | Revisión de la placa que puede caber en un original o modificado, ZX Spectrum                                                                                            |
| ZX Spectrum Next                 | Sí   | No                             | No              | No                                        | 2B                   | No requiere modificación, solo un capacitor, para eliminar ruido "electrónico"                                                                                           |
| ZX Spectrum Next Plus            | Sí   | Sí                             | Sí              | No                                        | 2B                   | |
| ZX Spectrum Next Accelerated     | Sí   | Sí                             | Sí              | Sí                                        | 2B                   | El acelerador habilitará cargar archivos comprimidos tzx de imágenes de cinta desde una SD-Card y proporcionar una emulación del chip de sonido MOS Tecnología 6581 SID. |

Todos los modelos incluyen 1024 KiB de  RAM (768 KiB usables) y el propietario puede actualizarlos;
- Al agregar dos chips de 512 KiB, la RAM llega a 2048 KiB (1792 KiB usables).
- Se puede instalar un altavoz interno "zumbador".
- Se puede instalar cualquiera de los extras opcionales de los modelos superiores.

El segundo Kickstarter ofreció solo dos modelos.
| Nombre de modelo             | Raspberry Pi Zero "Accelerator" instalado | Notas                                                            |
| ---------------------------- | ----------------------------------------- | ---------------------------------------------------------------- |
| ZX Spectrum Next Plus        | No                                        | Se reubico el módulo de Wi-Fi para evitar interferencia de audio |
| ZX Spectrum Next Accelerated | Sí                                        |                                                                  |

Ambos modelos contienen caja, incluyen un reloj en tiempo real y Wi-Fi y 2048 KiB de  RAM (1792 KiB usables) y usan la revisión de la placa 2C y el propietario puede actualizarlos
- Se puede instalar un altavoz interno "zumbador"
- Se puede instalar una unidad Raspberry Pi Zero como un "Acelerador" en el Next Plus.

| Aspecto        | Detalles |
| -------------- | --- |
| CPU            | Z80N (Zilog Z80 compatible con instrucciones adicionales) implementadas en FPGA |
| Velocidad      | 3.5, 7, 14 o 28 MHz |
| RAM            | 1024 KiB base (768 KiB usables), 2048 KiB máximo (1792 KiB usables), en bancos de 16 KiB paginados en el espacio de direcciones de 64 KiB del Z80; 256 KiB está reservado para ROMs                                                        |
| Gráfico        | De 128 × 96 a 640 × 256 píxeles |
| Color          | Dependiendo del modo y disposición, 16 o 256 colores sin "colour clash" en algunos modos, de una paleta de 512 colores |
| Sprites        | Hasta 128 Sprites de hardware de 16 × 16 píxeles |
| Sonido         | Tradicional "Beeper", 3 × Instrumento General AY-3-8910 generadores de sonido programables, y 2 × 8 bits DACs implementado en FPGA |
| Software       | NextZXOS Sistema operativo + NextBASIC; versiones previas de Sinclair BASIC y opcionalmente CP/M |
| Conectividad   | Entrada/Salida de cinta, salida de audio, HDMI, VGA/RGB, 2 x Cursor/Kempston/Sinclair joystick conectores, PS/2 puerto de ratón (Kempston emulación de ratón), ZX Espectro autobús de expansión compatible, WiFi encima seleccionó modelos |
| Almacenamiento | Construido-en DivMMC compatible con la ranura de tarjeta-SD; opcionalmente cinta de casete, Sinclair ZX Microdrive (con Sinclair ZX Interfaz 1) o cualquiera otro sistema de almacenamiento compatible con la serie ZX Spectrum            |

## Sistema operativo y software
El sistema operativo predeterminado de Next es el NextZXOS. El sistema operativo proporciona un explorador de archivos gráfico y  un acceso basado en menús a las funciones de Next. Además, la máquina tiene un intérprete extendido de BÁSIC apodado como NextBASIC, con comandos y funciones agregadas para admitir las nuevas capacidades, como soporte para sonido AY de 9 canales y editor de gráficos de sprites incorporado.
NextZXOS y NextBASIC fueron escritos por Garry Lancaster, y la máquina cuenta con un manual impreso que habla en profundidad sobre el sistema operativo y el BASIC en detalle. La primera edición del manual se puede descargar desde el sitio web oficial.
Además del sistema operativo nativo, Next puede ejecutar versiones anteriores del BASIC de Sinclair, como el 48K Basic y 128K Basic.Next también es capaz de ejecutar CP / M. Por razones de licencia, CP / M no viene incluido con la máquina.
Algunos de los juegos originales de ZX Spectrum también se han actualizado o se están actualizando para utilizar los gráficos y el sonido mejorados del Next. Entre los remakes más notables se encuentran Atic Atac con gráficos mejorados de Craig Stevenson. La nueva versión del juego está respaldada por el propietario actual de los derechos de Rare studio y el siguiente puerto está escrito por Kev Brady.

## Licencia
NextZXOS y NextBASIC se publican bajo una licencia híbrida de código abierto y cerrado llamada "The Next License", y todas las partes del sistema operativo son de código cerrado de forma predeterminada, a menos que se coloquen explícitamente bajo la licencia MIT de código abierto. The Next License prohíbe vender el software y cobrar una tarifa de duplicación por él, pero la distribución gratuita está permitida bajo la licencia CreativeCommons Attribution-ShareAlike. El sistema operativo y el BASIC se pueden encontrar en GitLab.

## Clones y emuladores
El equipo de Next fomenta activamente la fabricación de máquinas "clones" para promover y expandir la base de usuarios tanto como sea posible. 
Los clones de Next incluyen;
Clones basados en Xilinx FPGA: 
- ZXDOS + (placa) / gomaDOS + (placa con estuche)
- Un clon de ZX Next / TBBlue
- N-GO (aprobado por el equipo ZX NEXT), que se puede instalar en una carcasa ZX Spectrum (modificada). Es un clon de la versión 2B que soluciona el problema de la alimentación y reset a través del HDMI y añade protección ESD.

Clones basados en FPGA de Altera: 
- UnAmiga (tablero con estuche)

- UnAmiga Reloaded (tablero con estuche)
- Multicore 2 / Multicore 2+ (placa con estuche)
- NeptUNO (placa con estuche)
- Mister (núcleo con complemento especial de memoria dual SDRAM / SRAM)

Los emuladores de Next incluyen; 
- ZEsarUX de Cesar Hernandez
- #CSpect de Mike Dailly